# Nemcia epacridoides
Nemcia epacridoides är en ärtväxtart som först beskrevs av Meissner, och fick sitt nu gällande namn av Michael Douglas Crisp. Nemcia epacridoides ingår i släktet Nemcia och familjen ärtväxter. Inga underarter finns listade i Catalogue of Life.